# 托爾夫亞內
50°41′22″N 29°48′36″E / 50.68944°N 29.81000°E
托爾夫亞內（烏克蘭語：Торф'яне）是位於烏克蘭北部的村莊，由基辅州布恰区的博罗江卡市镇負責管轄。該村面積0.36平方公里，海拔高度154米，2001年人口1，人口密度每平方公里2.78人。